# دیادوخوی

دیادوخوی‌ها پس از مرگ اسکندر بر سر امپراتوری او با یکدیگر جنگیدند و امپراتوری اسکندر را به چندین پادشاهی تقسیم کردند. پنج پادشاهی دیادوخوی‌ها عبارت بودند از:
پادشاهی بطلمیوس یکم
پادشاهی کاساندر
پادشاهی لوسیماخوس
پادشاهی سلوکوس یکم
اپیروس
دیگر
کارتاژ
جمهوری روم
دولت‌شهرهای یونانی

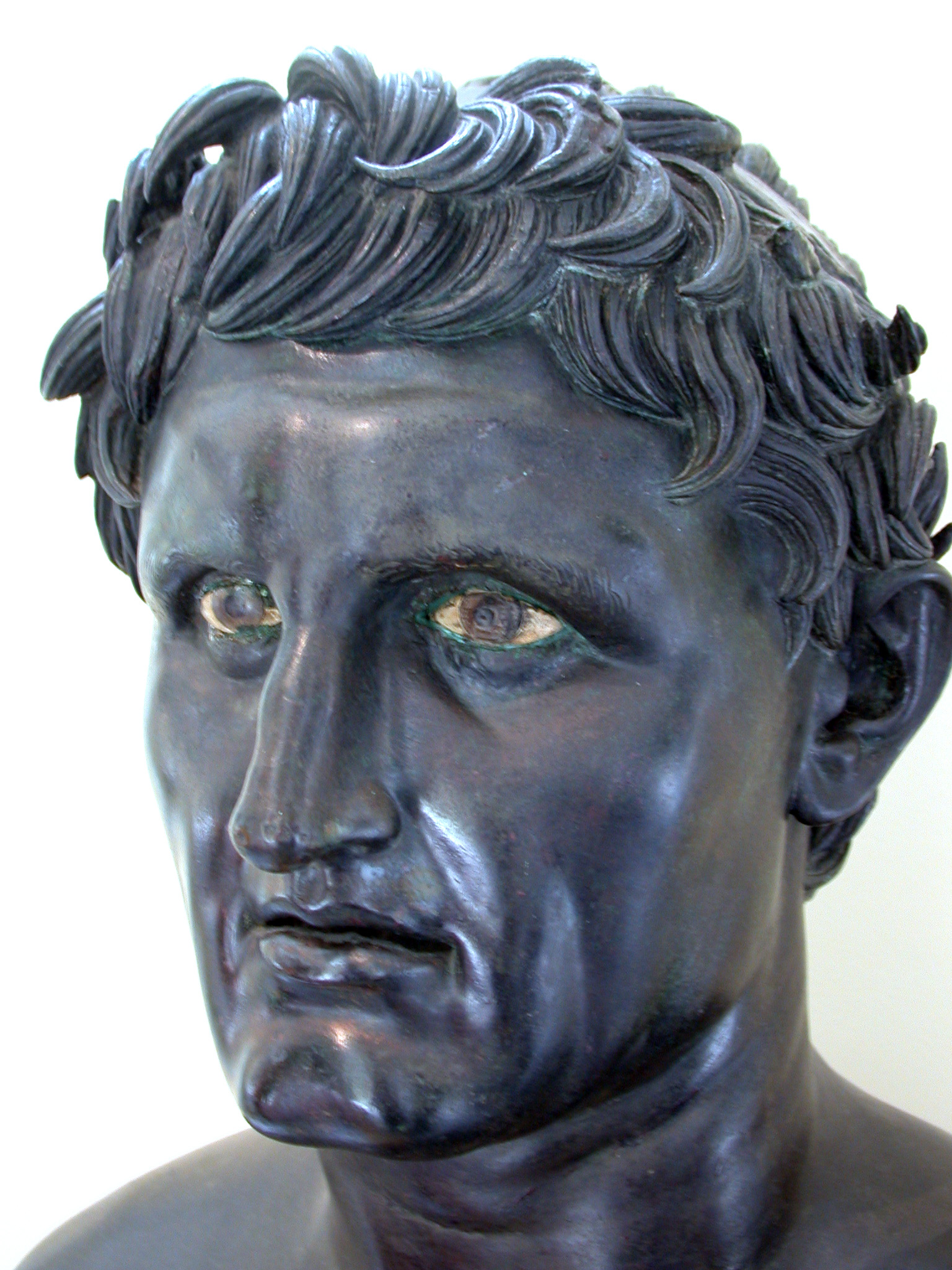
نیم تنه سلوکوس یکم ("ویکتور"؛ c. 358 - 281 پ. م)، آخرین دیادوخوی اصلی.

دیادوخوی (‎/daɪˈædəkaɪ/‎؛ جمع لاتین دیادوخوس، از زبان یونانی: Διάδοχοι، "جانشینان" دیادوخوی) ژنرال‌ها، خانواده و دوستان اسکندر مقدونی بودند که پس از مرگ اسکندر در سال ۳۲۳ پ. م برای کنترل امپراتوری او جنگیدند. جنگ‌های دیادوخوی آغاز دوران هلنی از دریای مدیترانه تا دره رود سند است.
برجسته‌ترین دیادوخوی‌ها شامل بطلمیوس، آنتیگون، کاساندر و سلوکوس به عنوان آخرین بازمانده‌های دیادوخوی‌ها در پایان جنگ‌های جانشینان هستند که به ترتیب در مصر، آسیای صغیر، مقدونیه و ایران حکومت می‌کردند و دوام این دودمان‌ها چندین قرن به طول انجامید.

## پیش زمینه

### نقش باستانی
در یونان باستان، diadochos اسمی است (عنوان یا صفت) که از فعل، diadechesthai، «به معنای موفق به»، ترکیبی از dia- و dechesthai، «به معنای دریافت کردن» تشکیل شده‌است. مجموعه کلمه آن مستقیماً از زبان هندواروپایی و کلمه *dek-، «به معنای دریافت» می‌آید، که اشکال ماهوی آن از درجه o، *dok- است. برخی از معانی مهم انگلیسی آن عبارتند از: تلاش، «آموزش دریافت شده»، شایسته، «مناسب برای دریافت»، یا معانی متناقض مانند «ضد آنچه دریافت می‌شود.» پیشوند dia- معنی را کمی تغییر می‌دهد تا یک انتظار اجتماعی به دریافت شده اضافه کند. دیادوخوس نیز به معنای کسی است که انتظار دارد چیزی را دریافت کند.

#### باسیلیوس
دقیقاً همین عنوان بود که به نزاع در دوران هلنی کمک کرد و از اسکندر شروع شد. فیلیپ با زنی ازدواج کرده بود که نام خود را به المپیاس تغییر داد تا به افتخار هم‌زمانی پیروزی فیلیپ در بازی‌های المپیک و تولد اسکندر، به او ابراز علاقه نشان دهد. مقر اصلی مقدونیه Basileia یا حکومت نامیده می‌شد، عنوان حاکم باسیلیوس بود و عنوان مُهر فیلیپ به آن عنوان بود.
پسر و وارث آنها، اسکندر، با مراقبت بزرگ شد و توسط فلاسفه برجسته منتخب آموزش دید. گفته می‌شود که فیلیپ از خوشحالی گریه کرد وقتی اسکندر شاهکاری را انجام داد که هیچ‌کس دیگری قادر به انجام آن نبود و اسب وحشی بوکفالوس را در اولین تلاش خود در برابر تماشاگران بدبین از جمله پادشاه رام کرد. فیلیپ در میان تماشاگران تشویق کننده سوگند یاد کرد که مقدونیه برای اسکندر به اندازه کافی بزرگ نیست. هنگامی که فیلیپ در مبارزات انتخاباتی بود، اسکندر از گزارش هر پیروزی می‌نالید که پدرش هیچ چیز قابل توجهی برای او باقی نمی‌گذاشت.
فیلیپ عاشق زن جوانی به نام کلئوپاترا شد. او ظاهراً برای عشق با او ازدواج کرد، در حالی که برای ازدواج خیلی پیر بود، با طلاق از المپیاس. در آن زمان فیلیپ مقدونیه را به کشور نظامی پیشرو در بالکان تبدیل کرده بود. او مهارتش را در طی جنگ‌هایش برای تبای و آزادسازی متحد یونانی‌اش اپامینونداس به دست آورده بود. هنگامی که اسکندر نوجوان بود، فیلیپ در حال برنامه‌ریزی یک راه حل نظامی برای منازعه با شاهنشاهی هخامنشی بود.
در لشکرکشی آغازین علیه بیزانتیوم، او اسکندر را در غیاب خود «نایب‌السلطنه» (kurios) کرد. اسکندر از هر فرصتی برای پیشبرد پیروزی‌های پدرش استفاده کرد و انتظار داشت که او نیز بخشی از آن‌ها باشد. با این حال، عاملی برای نارضایتی او از پدرش وجود داشت. پلوتارک گزارش می‌دهد که اسکندر و مادرش به شدت او را به خاطر روابط متعددش با زنان دربار سرزنش می‌کردند.
اسکندر در ضیافت عروسی بود که آتالوس، عموی کلئوپاترا، سخنی گفت که به نظر او نامناسب به نظر می‌رسید. او از مقدونی‌ها خواست که برای "وارث پادشاهی" (diadochon tes basileias) دعا کنند. اسکندر نیز فریاد زد: "آیا ما به نظر شما حرامزاده (nothoi) هستیم ای مرد بداندیش؟" و فنجانی را به سوی او پرتاب کرد. فیلیپ مست، که از جای خود بلند شد و شمشیر خود را بیرون کشید، احتمالاً برای دفاع از عموی همسرش، بی‌درنگ به زمین افتاد. اسکندر با اظهار نظری مبنی بر این که مردی که آماده عبور از اروپا به آسیا بود نمی‌تواند از یک میز به میز دیگر برود، رفت تا مادرش را تا زادگاهش اپیروس بدرقه کند و در ایلیریا منتظر بماند. اندکی بعد، فیلیپ که دماراتوس قرنتیوسی را برای حل این اختلافات فرستاد تا اسکندر را به خانه بیاورد.
پس از مدتی شاه ترور شد. در سال ۳۳۶ پ. م، در سن ۲۰ سالگی، اسکندر «پادشاهی را دریافت کرد» (parlabe ten basileian). در همان سال داریوش سوم به عنوان شاه، «شاه شاهان» که یونانیان آن را «شاه بزرگ» می‌خواندند، به سلطنت رسید. نقش باسیلیوس مقدونی به سرعت در حال تغییر بود. ارتش اسکندر قبلاً چند ملیتی بود. اسکندر در حال به دست آوردن سلطه بر دولت‌ها بود. حضور او در میدان نبرد به نظر می‌رسید که پیروزی فوری را تضمین کند.

#### هژمون
هنگامی که اسکندر مقدونی در ۱۰ ژوئن ۳۲۳ پ. م درگذشت، امپراتوری عظیمی را برجای گذاشت که شامل بسیاری از مناطق اساساً مستقل بود. امپراتوری اسکندر از سرزمین مادری او مقدونیه، همراه با دولت‌شهرهای یونانی که پدرش تحت سلطه خود درآورده بود، تا باختر و بخش‌هایی از هند در شرق امتداد داشت و شامل بخش‌هایی از بالکان امروزی، آناتولی، شام، مصر، بابل و بیشتر امپراتوری سابق هخامنشی، به‌جز برخی از سرزمین‌هایی که هخامنشیان قبلاً در آسیای مرکزی داشتند بود.

## جانشینان

### کراتروس

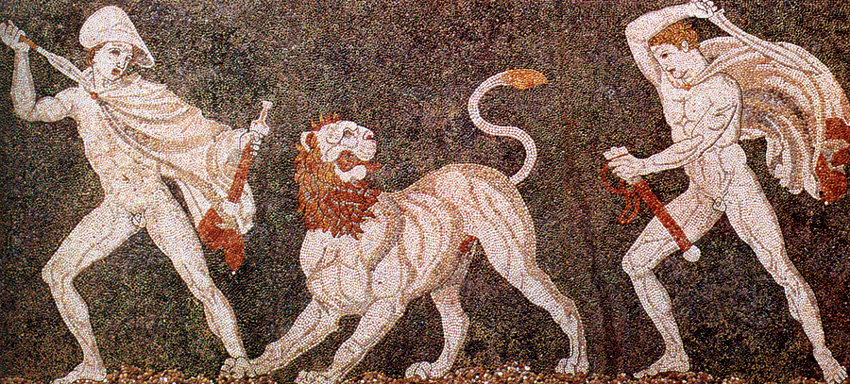
اسکندر مقدونی و کراتروس در حال شکار شیر، موزاییکی در شهر پلا، یونان، اواخر قرن چهارم پ. م

کراتروس در زمان فتح شاهنشاهی هخامنشی به فرماندهی اسکندر فرمانده پیاده‌نظام و نیروی دریایی بود. پس از شورش ارتش خود در اوپی در دجله در سال ۳۲۴، اسکندر به کراتروس دستور داد که سربازان کهنه‌کار را هنگام بازگشت به مقدونیه فرماندهی کند. آنتی‌پاتر، فرمانده نیروهای اسکندر در یونان و نایب‌السلطنه تاج و تخت مقدونی در غیاب اسکندر، نیروهای تازه‌نفس را به ایران هدایت کرد تا به اسکندر بپیوندند در حالی که کراتروس به جای او نایب‌السلطنه می‌شد. هنگامی که کراتروس در سال ۳۲۳ پ. م به کیلیکیه رسید، خبر مرگ اسکندر به او رسید. اگرچه دوری او از بابل مانع از مشارکت او در تقسیم قدرت شد، کراتروس به مقدونیه شتافت تا از خانواده اسکندر حمایت کند. خبر مرگ اسکندر باعث شورش یونانیان در جنگ لامیان شد. کراتروس و آنتی‌پاتر این شورش را در سال ۳۲۲ پ. م سرکوب کردند. علیرغم غیبت او، ژنرال‌های گرد آمده در بابل کراتروس را به عنوان نگهبان خانواده سلطنتی تأیید کردند. با این حال، چون خانواده سلطنتی در بابل بود، پردیکاس این مسئولیت را تا زمانی که خانواده سلطنتی به مقدونیه بازگردند به عهده گرفت.

### آنتی‌پاتر
آنتی‌پاتر مشاور پادشاه فیلیپ دوم، پدر اسکندر بود، نقش او در زمان اسکندر ادامه یافت. هنگامی که اسکندر مقدونیه را ترک کرد تا ایران را در سال ۳۳۴ پ. م فتح کند، آنتی‌پاتر در غیاب اسکندر نایب‌السلطنه مقدونیه و فرمانده یونان نامیده شد. در سال ۳۲۳ پ. م، اسکندر به کراتروس دستور داد تا سربازان کهنه‌کار را به مقدونیه برگرداند و موقعیت آنتی‌پاتر را به دست گیرد، در حالی که آنتی‌پاتر قرار بود با نیروهای تازه‌ای به ایران برود. اما مرگ اسکندر در آن سال مانع از اجرای دستور شد. هنگامی که ژنرال‌های اسکندر برای تقسیم‌بندی در بابل جمع شدند تا امپراتوری را بین خود تقسیم کنند، آنتی‌پاتر به عنوان فرمانده یونان تعیین شد و عنوان نایب‌السلطنه امپراتوری و نگهبان خانواده سلطنتی به ترتیب به پردیکاس و کراتروس و او واگذار شد. این سه مرد با هم گروه برتر امپراتوری را تشکیل دادند.

### سوماتوفولاکس
سوماتوفولاکس هفت محافظ اسکندر بودند.

### ساتراپ‌های مقدونی
ساتراپ‌ها (به فارسی باستان: xšaθrapāwn) حاکمان ساتراپی‌های امپراتوری هلنی بودند.

### اپیگون‌ها
در اصل اپیگون‌ها (/ɪˈpɪɡənaɪ/؛ از یونانی باستان: Ἐπίγονοι "فرزندان") پسران قهرمانان آرگیو بودند که در جنگ اول تبای جنگیده بودند. در قرن نوزدهم از این اصطلاح برای اشاره به نسل دوم فرمانروایان دیادوخوی استفاده می‌شد.

## تاریخچه

### مبارزه برای اتحاد (۳۲۳–۳۱۹ پ. م)

#### تقسیم بابل

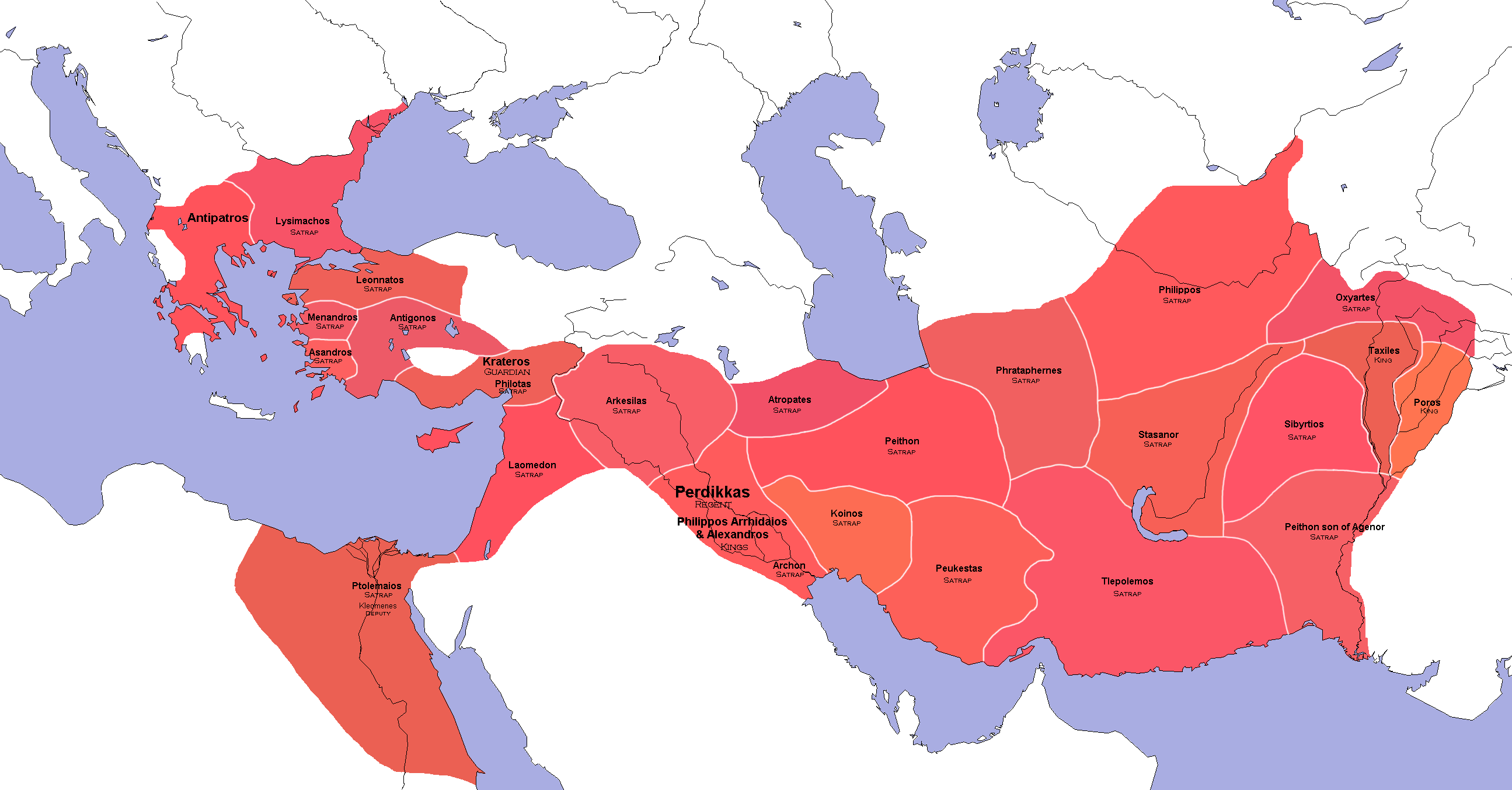
تقسیم ساتراپی‌ها در امپراتوری مقدونی پس از استقرار در بابل (۳۲۳ پ. م).

به دلیل این‌که اسکندر برای خود جانشینی تعیین نکرد، بلافاصله پس از مرگ او در میان ژنرال‌های اسکندر در مورد اینکه جانشین او چه کسی باید باشد، مناقشه به وجود آمد. ملِیگر و پیاده‌نظام مقدونی از جانشینی برادر ناتنی اسکندر، فیلیپ آریدائوس، حمایت کردند، در حالی که پردیکاس، فرمانده ارشد سواره نظام، از فرزند اسکندر و روشنک حمایت کرد. مصالحه ای ترتیب داده شد – آریدائوس (به عنوان فیلیپ سوم) باید پادشاه می‌شد و به‌طور مشترک با فرزند روشنک حکومت می‌کرد، البته با این فرض که فرزند روشنک پسر باشد (همان‌طور که بود و اسکندر چهارم شد). خود پردیکاس نایب‌السلطنه کل امپراتوری شد و ملِیگر فرمانده سپاه او. با این حال، به زودی، پردیکاس ملِیگر و دیگر رهبران پیاده‌نظام را به قتل رساند و کنترل کامل را به دست گرفت.
سایر ژنرال‌های سواره نظام که از پردیکاس حمایت می‌کردند در تقسیم بابل با تبدیل شدن به ساتراپ قسمت‌های مختلف امپراتوری پاداش دریافت کردند. بطلمیوس مصر، لائومدون سوریه و فنیقیه، فیلوتاس کیلیکیه، پیثون ماد، آنتیگون فریگیه، لیکیه و پامفیلیه، آساندر کاریا، مناندر لیدیه، لوسیماخوس تراکیه، لئوناتوس فریگیه هلسپونت و نئوپتولموس ارمنستان را دریافت کرد. مقدونیه و سرزمین‌های یونانی که اسکندر بر آنها حکومت می‌کرد نیز تحت کنترل آنتی‌پاتر و کراتروس قرار گرفتند، ائومنس نیز کاپادوکیه و پافلاگونیا را بدست آورد.
در شرق، پردیکاس تا حد زیادی ترتیبات اسکندر را دست نخورده باقی گذاشت – تاکسیلایی‌ها و پور بر پادشاهی‌های خود در هند حکومت می‌کردند. پدرزن اسکندر وخش‌ارد بر گاندارا حکومت می‌کرد. سیبیرتیوس بر آراخوسیا و گدروزیا حکومت می‌کرد. استاسانور آریا و درانگیانا را اداره کرد. فیلیپ بر باختر و سغد حکومت می‌کرد. فراتافرنس بر پارت و هیرکانی حکومت می‌کرد. Peucestas بر پارس حکومت کرد. Tlepolemus مسئول کارمانیا بود. آتروپات بر ماد شمالی حکومت می‌کرد. آرکون بابل را بدست آورد. و Arcesilaus بر شمال بین‌النهرین حکومت می‌کرد.

#### شورش در یونان
در همین حال، خبر مرگ اسکندر الهام بخش شورشی در یونان بود که به جنگ لامیان معروف شد. آتن و سایر شهرها به هم پیوستند و در نهایت آنتی‌پاتر را در قلعه لامیا محاصره کردند. آنتی‌پاتر توسط نیرویی که توسط لئوناتوس فرستاده شد، نجات یافت، اما جنگ تا رسیدن کراتروس با ناوگانش برای شکست آتنی‌ها در نبرد کرانون در ۵ سپتامبر ۳۲۲ پ. م به پایان نرسید. این امر برای مدتی به هرگونه مقاومت در برابر سلطه مقدونیه پایان داد. در همین حال، پیثون شورش مهاجران یونانی در بخش‌های شرقی امپراتوری را سرکوب کرد و پردیکاس و ائومنس کاپادوکیه را تحت سلطه خود درآوردند.

#### جنگ اول دیادوخوی (۳۲۲–۳۲۰ پ. م)

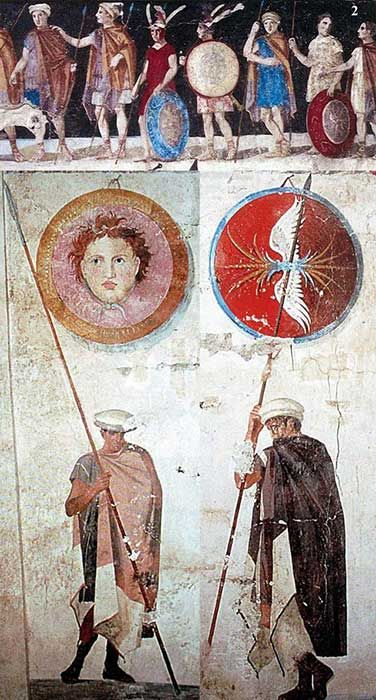
نقاشی‌های سربازان مقدونی، سلاح‌ها و تسلیحات، از مقبره آگیوس آتاناسیوس، تسالونیکی در یونان، قرن چهارم پ. م

اما به زودی درگیری آغاز شد. ازدواج پردیکاس با کلئوپاترا خواهر اسکندر باعث شد که آنتی‌پاتر، کراتروس، آنتیگون و بطلمیوس به شورشی را آغاز کنند. آغاز جنگ با دزدیدن جسد اسکندر توسط بطلمیوس و انتقال آن به مصر آغاز شد. اگرچه ائومنس شورشیان را در آسیای صغیر شکست داد، اما در نبردی که کراتروس در آن کشته شد، همه آن دستاوردها بر باد رفت، زیرا پردیکاس توسط ژنرال‌های خودش یعنی پیثون، سلوکوس و آنتی‌ژنس در جریان حمله به مصر به قتل رسید.
بطلمیوس با قاتلان پردیکاس به توافق رسید و پیثون و آریدائوس را به جای خود نایب‌السلطنه کرد، اما به زودی این دو با آنتی‌پاتر در تقسیم تری‌پارادیس به توافق جدیدی رسیدند . آنتی‌پاتر نایب‌السلطنه امپراتوری شد و دو پادشاه به مقدونیه منتقل شدند. آنتیگون مسئولیت فریگیا، لیکیا و پامفیلیا را بر عهده داشت و لیکائونیا نیز به آن نواحی اضافه شد. بطلمیوس مصر را حفظ کرد، لوسیماخوس تراکیا را حفظ کرد، به سه قاتل پردیکاس — سلوکوس، پیثون و آنتی‌ژنس — استان‌های بابل، ماد و شوش داده شد. آریدائوس، نایب‌السلطنگی، هلسپونت فریگیا را دریافت کرد. آنتیگون وظیفه ریشه‌کن کردن حامی سابق پردیکاس، ائومنس را بر عهده داشت. در واقع، آنتی‌پاتر کنترل اروپا را برای خود حفظ کرد و آنتیگون، به عنوان رهبر بزرگ‌ترین ارتش شرق هلسپونت، موقعیت مشابهی در آسیا داشت.

#### مرگ آنتی‌پاتر
اندکی پس از تقسیم دوم، در سال ۳۱۹ پ. م، آنتی‌پاتر درگذشت. آنتی‌پاتر یکی از معدود افرادی بود که دارای اعتبار کافی برای حفظ امپراتوری بود. پس از مرگ او، به زودی دوباره جنگ شروع شد و تکه‌تکه شدن امپراتوری به‌طور جدی آغاز شد. آنتی‌پاتر پس از کنار گذاشتن پسر خود، کاساندر، پلی‌پرخون را جانشین خود به عنوان نایب‌السلطنه اعلام کرد. به زودی یک جنگ داخلی در مقدونیه و یونان بین پلی‌پرخون و کاساندر با حمایت آنتیگون و بطلمیوس آغاز شد. پلی‌پرخون با ائومنس در آسیا متحد شد، اما توسط کاساندر از مقدونیه رانده شد و به همراه نوزاد اسکندر مقدونی یعنی اسکندر چهارم و مادرش روشنک به اپیروس گریخت. او در اپیروس با المپیاس، مادر اسکندر مقدونی، متحد شد و با هم دوباره به مقدونیه حمله کردند. ارتشی به فرماندهی شاه فیلیپ آریدائوس و همسرش ائوریدیس با آن‌ها روبرو شدند اما آن‌ها بلافاصله فرار کردند و فیلیپ و ائوریدیس هر دو کشته شدند (۳۱۷ پ. م). با این حال، اندکی پس از آن، اوضاع تغییر کرد و کاساندر پیروز شد، المپیاس را گرفت و کشت، و کنترل مقدونیه، نوزاد اسکندر و مادرش را به دست آورد.

### جنگ‌های دیادوخوی(۳۱۹–۲۷۵ پ. م)

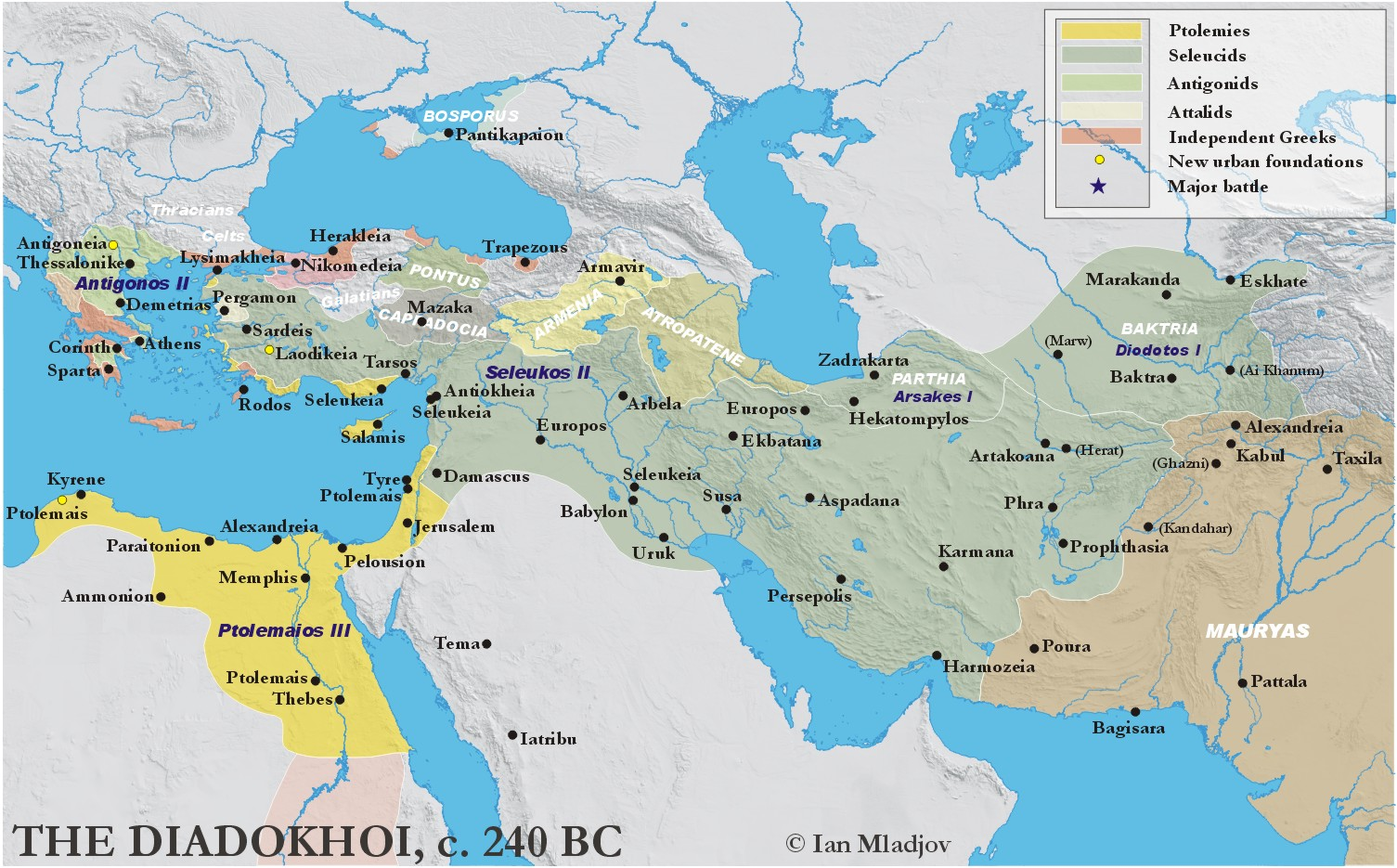
پادشاهی‌های هلنی در ۲۴۰ پ. م، هشت دهه پس از مرگ اسکندر مقدونی وجود داشت.

جنگ‌های دیادوخوی مجموعه‌ای از درگیری‌ها بود که بین سال‌های ۳۲۲ تا ۲۷۵ پ. م بر سر حکومت امپراتوری اسکندر پس از مرگ او درگرفت.
در سال ۳۱۰ پ. م، کاساندر مخفیانه اسکندر چهارم و رکسانا را به قتل رساند.

#### نبرد ایپسوس (۳۰۱ پ. م)
نبرد ایپسوس در پایان جنگ چهارم دیادوخوی تجزیه امپراتوری اسکندر را نهایی کرد. آنتیگون اول مونوفتالموس و پسرش دمتریوس یکم مقدونی در مقابل ائتلاف سه تن دیگر از همراهان اسکندر قرار گرفتند: کاساندر، حاکم مقدونیه. لوسیماخوس، فرمانروای تراکیه؛ و سلوکوس یکم نیکاتور، فرمانروای بابل و ایران. آنتیگون کشته شد، اما پسرش دیمیتریوس بخش بزرگی از مقدونیه را تصرف کرد و سلسله پدرش را ادامه داد. پس از مرگ کاساندر و لوسیماخوس، بطلمیوس و سلوکیان اکثریت امپراتوری سابق اسکندر را تحت کنترل داشتند و بخش بسیار کوچکیاز آن نیز تا قرن یکم توسط سلسله آنتیگونی‌ها کنترل می‌شد.

## اپیگونی

### افول و سقوط
پادشاهی آنتیگونی سرانجام به دست روم سقوط کرد و امپراتوری سلوکی توسط اشکانیان از ایران بیرون رانده شدند و توسط رومی‌ها مجبور شدند از کنترل در آسیای صغیر چشم پوشی کنند. پادشاهی سلوکی در سوریه باقی ماند تا سرانجام در سال ۶۴ پ. م توسط پومپیوس فتح شد. دودمان بطلمیوسی مدت بیشتری در اسکندریه دوام آوردند، اگرچه به دست‌نشانده روم تبدیل شدند. مصر سرانجام در سال ۳۰ پ. م به رم ضمیمه شد.

### استناد
1. ↑  Chisholm 1911, p. 600.
2. ↑  "διάδοχος". A Greek-English Lexicon. Perseus Digital Library.
3. ↑  "διαδέχομαι". A Greek-English Lexicon. Perseus Digital Library.
4. ↑  "δέχομαι". A Greek-English Lexicon. Perseus Digital Library.
5. ↑  Frisk, Hjalmar (1960). "δέχομαι". Griechisches Etymologisches Wörterbuch (به آلمانی). Vol. I. Heidelberg: Carl Winter.
6. ↑  Plutarch, Alexander, Section VI.
7. ↑  Plutarch, Alexander, Section IX.
8. ↑  Plutarch, Alexander, Section XI.